# Кураксино
Кураксино — деревня в Рязанском районе Рязанской области. Входит в Подвязьевское сельское поселение.

## География
Находится в северо-западной части Рязанской области на расстоянии приблизительно 15 км на запад-юго-запад по прямой от вокзала станции Рязань II.

## История
Уже была отмечена на карте 1850 года. В 1859 году здесь (тогда деревня Рязанского уезда Рязанской губернии) было учтено 8 дворов , в 1897 — 11.

## Население
Численность населения: 76 человек (1859 год), 100 (1897), 1 в 2002 году (русские 100 %), 3 в 2010.